# Bucher (Einheit)
Bucher (Aussprache: Büscheh) war ein französisches Holzmaß und entsprach dem Haufen für Brennholz in Paris.
- 1 Bucher = 3 5/12 Fuß Länge und 6 Fuß Höhe (etwas mehr als ½ Klafter)